# Kitty Carlisle
Pour les articles homonymes, voir Carlisle (homonymie).
Répertoire
(sélection)
- La Veuve joyeuse, opérette (1943)
- Le Viol de Lucrèce, opéra (1948)
- La Chauve-Souris, opérette (1966)
- La Fille du régiment, opéra (1973)

Kitty Carlisle est une actrice et chanteuse américaine, de son vrai nom Catherine Conn, née à La Nouvelle-Orléans (Louisiane) le 3 septembre 1910 et morte à New York le 17 avril 2007. Elle est surtout connue aux Etats-Unis en tant que figure incontournable de l'émission de télévision To Tell the Truth.

## Biographie
Kitty Carlisle est née Catherine Conn (prononcé Cohen), le 3 septembre 1910, à la Nouvelle-Orléans (Louisiane), dans une famille d'origine juive allemande. Son père, Dr Joseph Conn, était gynécologue de profession, il est décédé lorsque sa fille avait 10 ans.
Escortée par sa mère, Hortense Holzman, elle poursuit son éducation en Europe en 1921 dans les établissements les plus prestigieux comme la Sorbonne et la London School of Economics. Par la suite, elle se consacre à une carrière d'actrice en se formant notamment à la Royal Academy of Dramatic Art de Londres (Angleterre) et au Théâtre de l'Atelier. Durant cette période, sa mère espérait pour Kitty qu'elle se marie avec un prince d'Europe à la manière de Grace Kelly.
Revenue avec sa mère aux États-Unis en 1932, elle débute au théâtre à Broadway en 1933 dans une opérette, Champagne, Sec (inspirée de La Chauve-Souris de Johann Strauss fils), car elle est principalement chanteuse (voix de soprano ou de mezzo-soprano). Par la suite et pour la dernière fois en 1984, elle joue à Broadway dans des comédies musicales et opérettes, majoritairement. Elle se produira également à l'opéra, notamment dans la création américaine du Viol de Lucrèce de Benjamin Britten en 1948 (à Broadway), mais aussi au Metropolitan Opera de New York (reprenant le rôle du Prince Orlofsky avec lequel elle avait débuté au théâtre, cette fois dans la version originale de La Chauve-Souris) et à Boston (Massachusetts) — voir la rubrique "Répertoire" ci-dessous —.
Au cinéma, elle apparaît occasionnellement (à ses débuts, aux côtés notamment de Bing Crosby ou des Marx Brothers), la première fois en 1934 dans Rythmes d'amour de Mitchell Leisen, et la dernière en 2002, dans Arrête-moi si tu peux de Steven Spielberg. Pour sa contribution au cinéma, une étoile lui est dédiée sur le Walk of Fame d'Hollywood Boulevard au 6611 Hollywood Blvd.
À la télévision, elle participe surtout à des shows (jeux télévisés) dans les années 1950-1960, et notamment à To Tell the Truth où elle deviendra une figure emblématique de par sa présence majestueuse, son rire contagieux et ses robes de haute couture.
En dehors de sa carrière, Kitty Carlisle fait partie de nombreux cercles sociaux à New York, principalement dans le domaine artistique où on la considère experte en la matière. Elle devient vice-présidente du Conseil des Arts de l'Etat de New York de 1971 à 1976 avant d'en devenir la présidente jusqu'en 1996 ; elle est élue membre de l'Académie américaine des arts et des sciences en 1997 . Elle siège également aux conseils d'administration de diverses institutions culturelles de New York. Grande mécène au service des arts, elle a aussi manifesté sa philanthropie en participant à la Journée du miracle CIBC à l'égard des enfants défavorisés. Elle reçoit la médaille nationale des arts en 1991.

### Vie privée
Elle épouse le 10 août 1946 le dramaturge Moss Hart. Ils donnent naissance à deux enfants avant qu'il ne meure en décembre 1961. Kitty restera veuve jusqu'à sa mort, elle fréquenta brièvement l'ancien gouverneur et candidat à la présidence Thomas Dewey après le décès de son mari. Dans les années 1980, Kitty entretiendra une relation avec l'historien diplomatique Ivo John Lederer jusqu'à sa mort en 1998. Elle finira sa vie aux côtés du financier et collectionneur d'art Roy R. Neuberger.
Kitty Carlisle meurt le 17 avril 2007, à l'âge de 96 ans, d'une insuffisance cardiaque dans son appartement à Manhattan. Dès novembre 2006, les médecins lui avaient diagnostiqué une pneumonie. Elle est enterrée à côté de son mari, Moss Hart, au cimetière Ferncliff à Hartsdale, New York.

## Répertoire
Au théâtre à Broadway, sauf mention contraire
- 1933-1934 : Champagne, Sec, opérette, lyrics de Robert A. Simon, livret d'Alan Child, d'après La Chauve-Souris de Johann Strauss fils : rôle du Prince Orlofsky
- 1936-1937 : L'Auberge du Cheval-Blanc (White Horse Inn), opérette de Ralph Benatzky, avec Alfred Drake
- 1937-1938 : Les Trois Valses (Three Waltzes), opérette d'Oscar Straus — titre original : Drei Walzer — sur des thèmes de Johann Strauss père et fils, livret adapté par Clare Kummer et Rowland Leigh (en)
- 1940 : Walk with Music, comédie musicale, musique de Hoagy Carmichael, lyrics de Johnny Mercer, livret de Guy Bolton, Parke Levy et Alan Lipscott
- 1943 : La Veuve joyeuse (The Merry Widow), opérette de Franz Lehár, production du Boston Opera House (en) : rôle de Sonia Glaward — Hanna Glawari dans la version originale — (à Boston)
- 1948-1949 : Le Viol de Lucrèce (The Rape of Lucretia), opéra de chambre de Benjamin Britten, livret de Ronald Duncan (en), d'après la pièce éponyme d'André Obey, mise en scène d'Agnes de Mille : rôle de Lucrèce (création américaine)
- 1954-1955 : Anniversary Waltz, pièce de Jerome Chodorov et Joseph Fields, mise en scène de Moss Hart
- 1966-1967 : La Chauve-Souris (Die Fledermaus), opérette de Johann Strauss fils : rôle du Prince Orlofsky, production du Metropolitan Opera, mise en scène de Garson Kanin, onze représentations (six au "Met" à New York, les autres en tournée)
- 1973 : La Chauve-Souris, reprise de la production du "Met" (quatre représentations en tournée, avec Anna Moffo)
- 1973 : La Fille du régiment, opéra de Gaetano Donizetti, production de l'Opera Company of Boston (en) : rôle de la Duchesse de Krakenthorp (à Boston)
- 1983-1984 : On Your Toes, comédie musicale (création en 1936, reprise), musique de Richard Rodgers, lyrics de Lorenz Hart, livret de Rodgers-Hart, mise en scène de George Abbott, chorégraphie de Donald Saddler (en), d'après la chorégraphie originale de George Balanchine

## Filmographie
Au cinéma
- 1934 : La Grande-Duchesse et le Garçon d'étage (Here Is My Heart) de Frank Tuttle
- 1934 : She Loves Me Not d'Elliott Nugent
- 1934 : Rythmes d'amour (Murder at the Vanities) de Mitchell Leisen
- 1935 : Une nuit à l'opéra (A Night at the Opera) de Sam Wood
- 1943 : Larceny with Music d'Edward C. Lilley
- 1944 : Hollywood Canteen de Delmer Daves : Cameo
- 1987 : Radio Days de Woody Allen (voix, elle-même)
- 1993 : Six Degrés de séparation (Six Degrees of Separation) de Fred Schepisi (caméo, elle-même)
- 2002 : Arrête-moi si tu peux (Catch me if you can) de Steven Spielberg (caméo, elle-même)